# Raúl Guerrón
Raúl Fernando Guerrón Méndez (ur. 12 października 1976 w El Juncal) – ekwadorski piłkarz grający na pozycji obrońcy.

## Kariera klubowa
Karierę piłkarską Guerrón rozpoczął w stolicy Ekwadoru, Quito, w tamtejszym klubie Deportivo Quito. W 1994 roku zadebiutował w jego barwach w ekwadorskiej Serie A. W Deportivo grał do 1997 roku i został wówczas wicemistrzem kraju. W 1998 roku odszedł do Universidad Católica Quito. Spędził tam tylko rok i już w 1999 roku ponownie występował w Deportivo. Do końca 2004 roku w barwach tego klubu wystąpił ponad 140 razy. W 2005 roku przeszedł do Barcelony, ale po rozegraniu 6 spotkań ponownie został piłkarzem Universidad Católica, w którym występuje do dziś.

## Kariera reprezentacyjna
W reprezentacji Ekwadoru Guerrón zadebiutował 11 sierpnia 2000 roku w zremisowanym 0:0 towarzyskim spotkaniu z Panamą. W 2002 roku został powołany przez selekcjonera Hernána Darío Gómeza do kadry na Mistrzostwa Świata 2002. Tam był podstawowym bramkarzem drużyny i wystąpił we wszystkich trzech meczach grupowych: przegranych 0:2 z Włochami i 1:2 z Meksykiem oraz wygranym 1:0 z Chorwacją. Ostatni mecz w reprezentacji rozegrał w 2004 roku. Łącznie w drużynie Ekwadoru wystąpił 34 razy.